# الجمعية الديمقراطية لنساء المغرب
الجمعية الديمقراطية لنساء المغرب (ADFM) هي جمعية نسوية مغربية مستقلة غير حكومية وغير ربحية أنشئت في يونيو 1985 في العاصمة الاقتصادية الدار البيضاء من قبل مجموعة من نساء حزب التقدم والاشتراكية، بما في ذلك نزهة الصقلي وأمينة لمريني الوهابي وربيعة الناصري.

## لمحة تاريخية
رغبة منهم في التميز عن حزب التقدم والاشتراكية السياسي والتزاما بمبادئ التقدم وحقوق الإنسان تأسست الجمعية الديمقراطية لنساء المغرب إستثمارا للكفاح من أجل المساواة والعمل ضمن هيكل مستقل، حيث أن النضال من أجل حقوق المرأة يعد أكثر أهمية في الصراع الطبقي المجتمعي العربي.
تولدت الرابطة في سياق ملحوظ دوليا مع عقد الأمم المتحدة للمؤتمر العالمي للمرأة الذي أعلنته الجمعية العامة بعد خمسة أشهر من طلب المؤتمر صراحةً، فتح مرحلة جديدة في جهود العالم للترويج للمرأة عن طريق الشروع في حوار دولي حول المساواة بين الجنسين، وهو ما توج بمؤتمر نيروبي، أما على الصعيد الوطني فقد كانت بداية عملية إرساء الديمقراطية، الخطوات الأولى للمجتمع المدني وظهور الوعي النسوي
وتركز أهداف الجمعية على إنشاء تحالفات تهدف إلى التوصل إلى نتائج ومطالب مشتركة ناجحة، بالإضافة إلى تعزيز الدعم والتضامن مع منظمات حقوقية نسائية حديثة المنشأ، طلما كان ذلك ممكنًا بغية المساهمة في توحيد الحركة النسوية، التي يُنظر إليها على أنها إستراتيجية لإحداث التغييرات المطلوبة.

## حوادث
في 10 يونيو 2006، كان مقر الجمعية هدفا لحريق إجرامي، دمر أجزاء من تراثها في حين لم يصب فيه أي عضو ولم تتمكن الشرطة من التوصل لمرتكبي الجريمة أو أسباب ارتكابها.